# Gravité entropique
 (avril 2017).
Si vous disposez d'ouvrages ou d'articles de référence ou si vous connaissez des sites web de qualité traitant du thème abordé ici, merci de compléter l'article en donnant les références utiles à sa vérifiabilité et en les liant à la section « Notes et références ».
La gravité entropique est une théorie en physique qui décrit la gravité comme une force entropique, une conséquence de la tendance d'un système à voir son entropie augmenter, et non comme une interaction fondamentale. Cette proposition a été fortement contestée par la communauté scientifique, mais elle a également éveillé de nouvelles voies de recherches sur les propriétés thermodynamiques de la gravitation.

## Origine
La description probabiliste de la gravité remonte au moins à la recherche sur la thermodynamique des trous noirs par Jacob Bekenstein et Stephen Hawking au milieu des années 1970. Ces études suggèrent un lien profond entre gravité et thermodynamique. En 1995 Théodore Jacobson a démontré que les équations d'Einstein décrivant la gravitation en relativité générale peuvent être obtenues en combinant des considérations thermodynamiques générales avec le principe d'équivalence. Par la suite, d'autres physiciens, notamment Thanu Padmanabhan, ont commencé à explorer les liens entre gravité et entropie.

## Théorie d'Erik Verlinde
En 2009, Erik Verlinde propose un modèle conceptuel qui décrit la gravité comme une force entropique. En avril 2011, il a publié un document de 29 pages intitulé De l'origine de la gravité et des lois de Newton dans le Journal of High Energy Physics.
Le modèle propose de décrire la gravité comme une conséquence de « l'information associée aux positions des corps matériels ». Ce modèle combine l'approche thermodynamique de la gravité avec le  principe holographique . Il implique que la gravité n'est pas une  interaction fondamentale  mais un phénomène émergent qui résulte de l'évolution statistique des degrés de liberté des composantes microscopiques du système codés sur une surface holographique. Le document attire diverses réponses de la communauté scientifique. Andrew Strominger, un théoricien des cordes à Harvard a déclaré: « Certaines personnes ont dit qu'il ne peut pas avoir raison, d'autres que c'est juste et que nous le savions déjà, d'autres que c'est juste et profond et d'autre enfin que c'est juste et trivial ! ».
En juillet 2011, Verlinde a présenté le développement de ses idées dans une contribution à la conférence Strings 2011, y compris une explication de l'origine de la matière noire.

## Dérivation de la loi de gravitation
La loi de gravitation est dérivée de la mécanique statistique classique appliquée au principe holographique, qui stipule que la description d'un volume de l'espace
peut être considérée comme {\displaystyle N} bits d'information binaire, contenus sur la bordure de cette région, une aire close de surface {\displaystyle A}. L'information est distribuée uniformément sur cette surface, chaque bit requiérant une surface {\displaystyle \ell _{\text{P}}^{2}}, dite surface de Planck, à partir de laquelle {\displaystyle N} peut être calculé :
{\displaystyle N={\frac {A}{\ell _{\text{P}}^{2}}}}
Où {\displaystyle \ell _{\text{P}}} est la longueur de Planck. La longueur de Planck est définie par :
{\displaystyle \ell _{\text{P}}={\sqrt {\frac {\hbar G}{c^{3}}}}}
Où {\displaystyle G} est la constante universelle de gravitation, {\displaystyle c} est la vitesse de la lumière, et {\displaystyle \hbar } est la constante de Planck réduite. Par substitution de {\displaystyle N} dans l'équation, on obtient :
{\displaystyle N={\frac {Ac^{3}}{\hbar G}}}
Le théorème statistique d'équipartition de l'énergie définit la température {\displaystyle T} d'un système ayant {\displaystyle N} degrés de liberté à partir de son énergie {\displaystyle E} de telle manière que :
{\displaystyle E={\frac {1}{2}}Nk_{\text{B}}T}
Où {\displaystyle k_{\text{B}}} est la constante de Boltzmann. Il s'agit de l'équivalence masse-énergie d'une masse {\displaystyle M} selon la formule :
{\displaystyle E=Mc^{2}}
Selon l'Effet Unruh, la température due à une accélération uniforme dans le vide quantique vaut :
{\displaystyle T={\frac {\hbar a}{2\pi ck_{\text{B}}}}},
Où {\displaystyle a} est cette accélération, qui serait associée à une force {\displaystyle F} pour une masse {\displaystyle m}, d'après la seconde loi du mouvement de Newton :
{\displaystyle F=ma}
considérant que l'écran holographique serait une sphère de rayon {\displaystyle r}, sa surface {\displaystyle A} serait donnée par :
{\displaystyle A=4\pi r^{2}}
Par substitution algébrique de ces valeurs à partir de ces relations, on dérive des premiers principes la Loi universelle de la gravitation :
{\displaystyle F=m{\frac {2\pi ck_{\text{B}}T}{\hbar }}=m{\frac {4\pi c}{\hbar }}{\frac {E}{N}}=m{\frac {4\pi c^{3}}{\hbar }}{\frac {M}{N}}=m4\pi {\frac {GM}{A}}=G{\frac {mM}{r^{2}}}}.

## Critique et essais expérimentaux
La gravité entropique telle que proposée par Verlinde dans son article original reproduit les  équations d'Einstein  et son approximation newtonienne. Ainsi, il ne fait pas de nouvelles prédictions physiques et ce modèle ne peut donc pas être réfuté avec des méthodes expérimentales existantes, à moins de réfuter aussi la relativité générale.
Malgré tout, la gravité entropique dans sa forme actuelle a été sévèrement contestée pour des raisons théoriques. Matt Visser (en) a montré que la tentative de modéliser les forces conservatrices dans le cas newtonien général (c'est-à-dire pour des potentiels arbitraires et un nombre illimité de masses discrètes) conduit à des implications absurdes concernant l'entropie. 
Visser conclut :
« Il n'y a pas de doute raisonnable quant à la réalité physique des forces entropiques, et aucun doute que la relativité générale soit étroitement liée à la thermodynamique. Basé sur le travail de Jacobson, Thanu Padmanabhan et d'autres, on peut raisonnablement soupçonner qu'une interprétation thermodynamique des équations d'Einstein soit possible. Il reste encore à voir si les propositions spécifiques de Verlinde y parviennent réellement. La construction plutôt exotique nécessaire pour reproduire fidèlement la gravitation newtonienne dans un cas à n corps est un argument contre. »